# 徐芝文
徐芝文（1973年8月—），四川巴中人，1998年6月加入中国共产党，1996年7月参加工作，中共四川省委党校区域经济学专业毕业，党校研究生学历。

## 履历
1996年毕业于康定民族师范高等专科学校（今四川民族学院）经济管理专业，毕业后留校工作，任校办党办秘书。后长期在甘孜藏族自治州工作，历任甘孜州教育局办公室副主任、共青团甘孜州委员副书记，中共甘孜州委、州政府接待办副主任，中共道孚县委副书记，共青团甘孜州委书记，中共色达县委书记，中共甘孜州委常委、秘书长、州直机关工委书记、道孚县委书记（兼）、组织部部长、州政府党组副书记、常务副州长，州行政学院院长（兼），达州市委副书记。
2020年11月至2022年4月，任资阳市委副书记，市政府副市长、代理市长、市长、党组书记。
2022年4月至2024年1月，任四川省农业农村厅党组副书记、书记、厅长。
2024年1月，任中共阿坝藏族羌族自治州委书记，阿坝军分区党委第一书记。
2025年5月，任四川省人民政府党组成员、副省长，晋升副部级。
是第十四届全国人大代表，四川省第十三、十四届人大代表（2024年阿坝州补选），第十二届四川省委委员，四川省第十二次党代会代表。